# آنتونیو گارسیا مارتینس
آنتونیو گارسیا مارتینس (اسپانیایی: Antonio García Martínez‎؛ زادهٔ december ۲۴, ۱۹۵۶ (۶۸ سال)) دوچرخه‌سوار اهل اسپانیا است.